# Schibek Scholy
Schibek Scholy (kasachisch Жібек Жолы; russisch Жибек Жолы) ist eine Metrostation der Metro Almaty. Sie wurde am 1. Dezember 2011 im Zuge des ersten Bauabschnitts der Metro eröffnet.

## Lage
Der Bahnhof liegt im zentralen Stadtbezirk Almaly und erstreckt sich unterirdisch in Nord-Süd-Richtung unter dem Nasarbajew-Prospekt zwischen der Gogol-Straße und der Schibek-Scholy-Prospekt. In der Nähe der Station befinden sich der Park der 28 Panfilowzy mit der Christi-Himmelfahrt-Kathedrale und die Kasachisch-Britische Technische Universität.

## Beschreibung
Der Bahnsteig ist 104 m lang und 19,8 m breit. Die Station liegt in einer Tiefe von 30 m und verfügt über einen Mittelbahnsteig mit einem einzigen Ausgang am südlichen Ende des Bahnsteigs. Von hier aus gelangt man über Treppen in einen Gang von dem aus Rolltreppen in ein Zwischengeschoss führen. Von dort führt ein Ausgang an die Oberfläche an der südlichen Straßenseite der Gogol-Straße. Die Wände der Station sind mit beigem Marmor verkleidet und mit traditionellen kasachischen Ornamenten verziert. Der Boden ist mit Granit ausgelegt und ebenfalls mit traditionellen Ornamenten verziert. An der nördlichen Wand der Station befindet sich ein Motiv aus zwei Kreisen, das Motive der Seidenstraße zeigt.